# Claire Mitchell-Taverner
Claire Mitchell-Taverner OAM (* 17. Juni 1970 in Melbourne) ist eine ehemalige australische Hockeyspielerin, die mit der Australischen Hockeynationalmannschaft 2000 Olympiasiegerin sowie 1998 Weltmeisterin war.

## Sportliche Karriere
Claire Mitchell-Taverner trat zwischen 1993 und 2001 in 180 Länderspielen für Australien an, in denen sie 47 Tore erzielte. Sie gewann 1995, 1997 und 1999 mit der Australischen Mannschaft die Champions Trophy, 2000 belegten die Australierinnen den dritten Platz hinter den Niederländerinnen und den Deutschen.
Bei der Weltmeisterschaft 1998 in Utrecht wurde Claire Mitchell-Taverner in sechs von sieben Spielen eingesetzt und erzielte zwei Tore. Nach dem Gruppensieg in der Vorrunde bezwangen die Australierinnen im Halbfinale die Argentinierinnen mit 4:2. Im Finale war Mitchell-Taverner beim 3:2-Sieg über die Niederländerinnen nicht dabei. Vier Monate später fanden in Kuala Lumpur die Commonwealth Games statt, im Finale siegten die Australierinnen mit 8:1 gegen die Engländerinnen. 2000 fand das olympische Hockeyturnier in Sydney statt. Nach dem Gewinn der Vorrunde und der Zwischenrunde siegten die Australierinnen im Finale gegen die Argentinierinnen mit 3:1. Claire Mitchell-Raverner wurde in allen acht Spielen eingesetzt und erzielte zwei Tore.
Claire Mitchell-Taverner machte 1996 ihren Bachelor of Arts an der Monash University in Melbourne und studierte danach an der University of Western Australia in Perth.